# Neptis formosicola
Neptis formosicola är en fjärilsart som beskrevs av Matsumura 1929. Neptis formosicola ingår i släktet Neptis och familjen praktfjärilar. Inga underarter finns listade i Catalogue of Life.